# Troms
Troms er et  fylke i Norge, der ved Regionsreformen i Norge, 1. januar 2020, blev lagt sammen med  Finnmark til det nye fylke Troms og Finnmark. Befolkningstallet i 2019 var 167.202 indbyggere, og arealet  var 24.869 km². Administrationen var placeret i Tromsø. Troms   blev reetableret som fylke den 1. januar 2024 efter at Troms og Finnmark fylke blev opløst fra samme dato.

## Kommuner
Det tidligere Troms fylke havde 25 kommuner:
| 1. Balsfjord 2. Bardu 3. Berg 4. Bjarkøy 5. Dyrøy 6. Gratangen 7. Harstad 8. Ibestad 9. Kåfjord (Gáivuotna på samisk) 10. Karlsøy 11. Kvæfjord 12. Kvænangen 13. Lavangen | 1. Lenvik 2. Lyngen 3. Målselv 4. Nordreisa 5. Salangen 6. Skånland 7. Skjervøy 8. Sørreisa 9. Storfjord 10. Torsken 11. Tranøy 12. Tromsø |

Forvaltningsområdet for samisk sprog omfatter fem kommuner i Finnmark og én (Kåfjord) i Troms.